# 멜리안투스과

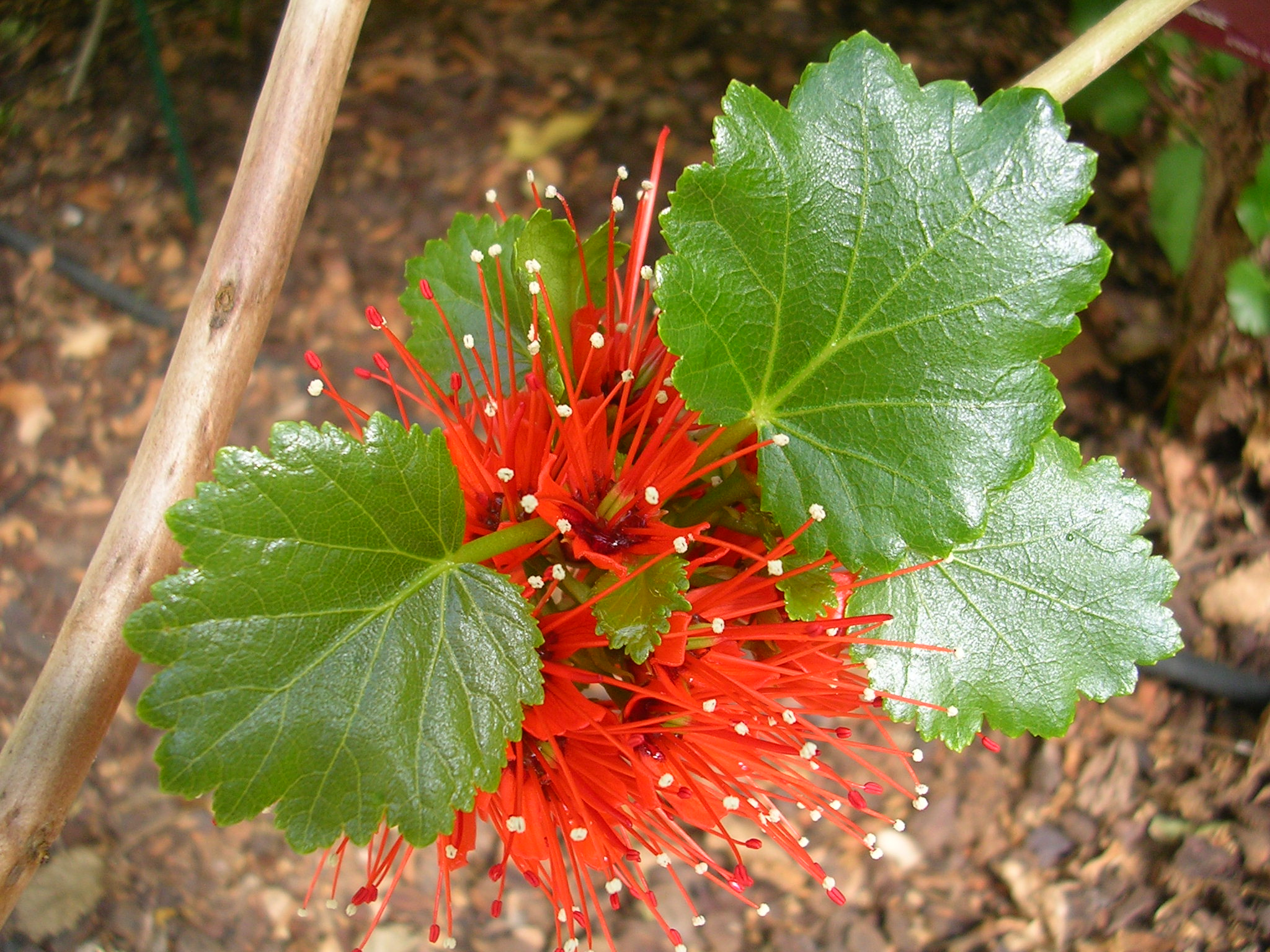

멜리안투스과(melianthus科, 학명: Melianthaceae 멜리안타케아이[*])는 과거에 인정되었던 과이다. 쥐손이풀목에 속했던 속씨식물 과이다. APG II 분류 체계는 이 과를 장미군으로 분류한다. 멜리안투스과에 속하는 식물들은 모두 나무 또는 관목이며, 남부 아프리카의 열대 지방에 자생한다. 프란코아과 (조팝나무) 또한 이 과에 포함되기도 하며, 칠레에 자생하는 2개의 단형 속으로 구성된다. APG IV 분류 체계에서 멜리안투스과의 모든 속을 프란코아과에 포함시켰다.

## 하위 분류
APG II 분류 체계는 그레이아과를 멜리안투스과에 통합시켰다. 프란코아과를 조건부로 멜리안투스과에 포함시키기도 한다.
- 좁은 의미(sensu stricto)의 멜리안투스과 (Melianthaceae)
  - 베르사마속 (Bersama) - 2종
  - 멜리안투스속 (Melianthus) - 6종

- 그레이아과 (Greyiaceae) - 멜리안투스과에 포함
  - 그레이아속 (Greyia) - 3종

- 프란코아과 (Francoaceae) - 멜리안투스과에 포함시키거나 별도의 과로 분리.
  - 프란코아속 (Francoa) - 단일 종 Francoa sonchifolia
  - 테틸라속 (Tetilla) - 단일 종 Tetilla hydrocotylefolia